# 朱弼果
淳化康穆王朱弼果（16世紀—1583年），號惟一道人，明朝肅藩第二代淳化王，淳化端惠王朱真泓的庶長子。

## 生平
嘉靖三十一年（1552年）三月，淳化端惠王朱真泓去世。嘉靖三十五年（1556年）四月，朱弼果襲封淳化王。
萬曆十一年（1583年），朱弼果去世，諡號康穆。嫡長子朱縉勳未襲爵即卒，朱縉勳之子朱紳在在十二年後襲爵。

## 家庭

### 妻
- 陳氏，嘉靖三十五年（1556年）四月冊為淳化王妃[3]。

### 子
- 嫡長子：淳化長子→淳化溫裕王（追封）朱縉勳